# Frans A. Janssen
Franciscus Antonius Wilhelmus Gerard Janssen (Vught, 30 juli 1939 – Krommenie, 30 september 2024) was een Nederlandse historicus. Hij was van 1989 tot 2004 hoogleraar Boek- en Bibliotheekgeschiedenis aan de Universiteit van Amsterdam.

## Biografie
Na zijn militaire dienst was Janssen onderwijzer in Amsterdam (1960-1962). Tussen 1962 en 1969 studeerde hij Nederlandse Taal- en Letterkunde aan de Universiteit van Amsterdam, de laatste twee jaar als kandidaat-assistent van prof. dr. Wytze Gerbens Hellinga. Daarna (1969-1979) was hij adjunct-secretaris van de Erasmus-Commissie van de Koninklijke Nederlandse Akademie van Wetenschappen, die de uitgave van de Opera Omnia van Erasmus verzorgt. Tussen 1979 en 1982 werkte hij aan zijn proefschrift Zetten en drukken in de achttiende eeuw, waarop hij in 1982 cum laude promoveerde aan de Universiteit van Amsterdam; de dissertatie verwierf de Menno Hertzbergerprijs en kreeg in 1986 een tweede druk.
Van 1983 tot 2002 was hij directeur van de Bibliotheca Philosophica Hermetica in Amsterdam, een particuliere bibliotheek en uitgeverij op het gebied van de geschiedenis van hermetische filosofie, alchemie en mystiek; in die functie was hij mede-organisator van tentoonstellingen in diverse bibliotheken, onder meer in Florence, Venetië, Moskou en New York. 
Van 1989 tot 2004 was hij gewoon hoogleraar Boek- en Bibliotheekgeschiedenis aan de Universiteit van Amsterdam. Hij propageerde de inzichten van de ‘Engelse school’, die verschijnselen rondom het boek allereerst bestudeert in het kader van materiële aspecten van het object.
Hij was buitenlands lid van de Koninklijke Vlaamse Academie van België voor Wetenschappen en Kunsten (2004- ). Van 1991 tot 2002 was hij lid van de International Board of Trustees of the All-Russian State Library for Foreign Literature in Moskou, van 1997 tot 1999 voorzitter van de Jury voor de Best Verzorgde Boeken, van 1992 tot 2000 lid van de Wetenschapscommissie voor de Short Title Catalogue Netherlands en van 1998 tot 2022 lid van de Projectcommissie voor de editie van de Volledige Werken van Willem Frederik Hermans (1998-2022).

## Publicaties
Janssen publiceerde enkele boeken en een reeks artikelen over Nederlandse literatuur (in het bijzonder over Willem Frederik Hermans, met wie hij jarenlang bevriend was), en over de geschiedenis van de typografische technieken, van de grafische vormgeving en van het boekenverzamelen. Hij publiceerde in tijdschriften als Vrij Nederland, De Boekenwereld, The Book Collector en Quaerendo (waarvan hij van 1990 tot 2012 tevens redacteur was). Selecties uit deze artikelen verschenen in de bundels Technique and Design in the History of Printing (2004) en in Goud en koper in de boekenwereld (2008). Hij was leider van een werkgroep die in 1980 een reconstructie van een houten drukpers bouwde die in de zeventiende eeuw in Nederland functioneerde; de pers staat thans opgesteld in de Universiteit van Amsterdam.

## Over Frans A. Janssen
- Lisa Kuiters: 'Levensbericht Franciscus Antonius Wilhelmus Gerard Janssen'. In: Jaarboek van de Maatschappij der Nederlandse Letterkunde te Leiden, 2023-2024, p.112-115
- Willem Kuiper: 'In memoriam Frans A. Janssen (1939-2024)'. In: Neerlandistiek, 1 oktober 2024 (met foto)

- Bibliothèque nationale de France: cb12024289z (data)
- Digitale Bibliotheek voor de Nederlandse Letteren: jans037
- International Standard Name Identifier: 0000 0001 1753 4103
- Library of Congress Control Number: n82121796
- Nationale Bibliotheek van Letland: 000230107
- Nationale Bibliotheek van Israël: 987007599140105171
- Système universitaire de documentation: 252911350
- Virtual International Authority File: 27078798